# DOS-2
DOS 2 était une seconde station civile soviétique Saliout, à ne pas confondre avec la station Saliout 2 faisant partie du programme militaire Almaz. La tentative de lancement, à l'aide d'une fusée Proton, eut lieu le 29 juillet 1972 mais fut un échec car une panne au niveau du second étage de la fusée empêcha la mise en orbite et la station retomba dans l'océan Pacifique. La station, qui aurait reçu la désignation Saliout 2 si elle avait atteint son orbite, est structurellement identique à Saliout 1, car elle a été assemblée afin de remplir le rôle d'unité de sauvegarde pour cette station. Quatre équipes de cosmonautes ont été formés pour l'équipage de la station, dont deux auraient volé:
- Alekseï Leonov et Valeri Koubassov
- Vassili Lazarev et Oleg Grigorievitch Makarov
- Alekseï Goubarev et Gueorgui Gretchko
- Piotr Klimouk et Vitali Sevastianov

Alors que Saliout 1 a été visitée par deux équipages de trois hommes (Soyouz 10 et Soyouz 11), DOS-2 aurait été habitée par deux équipes de deux, car après les modifications apportées au Soyouz 7KT-OK (soit le nouveau modèle Soyouz 7K-T) après le décès de l'équipage de Soyouz 11, le vaisseau ne pouvait transporter que deux cosmonautes. À la suite de la perte de la station, les équipages ont été transférés au programme DOS-3.